# Schorbach (Ottrau)
Schorbach ist ein Ortsteil der Gemeinde Ottrau im Schwalm-Eder-Kreis in Nordhessen. Zu Schorbach gehört der Weiler Steinmühle.
Der Ort liegt nordwestlich des Kernortes von Ottrau in den Ausläufern des Knüllgebirges am namensgebenden Schorbach und dem diesem von Westen hinzufließenden kleinen Wälzebach. Durch das Dorf verläuft die Landesstraße L 3161.

## Geschichte
Erstmals urkundlich erwähnt wurde der Ort im Jahre 1223. 1592 wurde die südlich liegende „Steinmühle“ erbaut.
Am 1. April 1972 gab die Gemeinde Schorbach ihre Selbstständigkeit auf und das Dorf wurde aufgrund der Gebietsreform in Hessen ein Ortsteil der Gemeinde Ottrau. Seit dem 1. Januar 1974 gehört die Gemeinde Ottrau zum neu gebildeten Schwalm-Eder-Kreis.